# Jochem Ritmeester van de Kamp
Jochem Ritmeester van de Kamp (Laren, 2 november 2003) is een Nederlands voetballer die als middenvelder voor Telstar speelt.

## Carrière
Jochem Ritmeester van de Kamp speelde in de jeugd van SV Laren '99 en Almere City FC, waar hij in maart 2022 een contract tot medio 2025 tekende. Enkele dagen later, op 11 maart 2022, debuteerde hij in het eerste elftal van Almere in de met 3-0 gewonnen thuiswedstrijd tegen Helmond Sport. Hij kwam in de 85e minuut in het veld voor Tim Receveur. Hij speelde met Almere alle play-offwedstrijden voor promotie naar de Eredivisie; over twee wedstrijden werd de finale gewonnen van FC Emmen. Ritmeester van de Kamp debuteerde in de Eredivisie in de eerste speelronde van 2023/24, tegen FC Twente (1-4). Twee weken later scoorde hij zijn eerste doelpunt tegen Feyenoord (1-6).

## Clubstatistieken
| Seizoen                         | Club           | Competitie     | Competitie | Competitie | Beker | Beker | Overige | Overige | Totaal | Totaal |
| Seizoen                         | Club           | Competitie     | Wed.       | Dlp.       | Wed.  | Dlp.  | Wed.    | Dlp.    | Wed.   | Dlp.   |
| ------------------------------- | -------------- | -------------- | ---------- | ---------- | ----- | ----- | ------- | ------- | ------ | ------ |
| 2021/22                         | Almere City FC | Eerste divisie | 1          | 0          | 0     | 0     | 0       | 0       | 1      | 0      |
| 2022/23                         | Almere City FC | Eerste divisie | 13         | 2          | 1     | 0     | 6       | 0       | 20     | 2      |
| 2023/24                         | Almere City FC | Eredivisie     | 30         | 2          | 3     | 0     | 0       | 0       | 33     | 2      |
| 2024/25                         | Almere City FC | Eredivisie     | 26         | 0          | 1     | 0     | 0       | 0       | 27     | 0      |
| Carrièretotaal                  | Carrièretotaal | Carrièretotaal | 70         | 4          | 5     | 0     | 6       | 0       | 81     | 4      |
| Bijgewerkt t/m 18 augustus 2025 |                |                |            |            |       |       |         |         |        |        |

## Interlandcarrière
Op 25 maart 2023 zat Ritmeester van de Kamp op de bank tijdens een oefenwedstrijd tegen Frankrijk –20, tot spelen kwam het echter niet.
Op 12 november 2024 werd Ritmeester van de Kamp door bondscoach Michael Reiziger opgeroepen voor Jong Oranje, door afzeggingen van Kenneth Taylor, Rome-Jayden Owusu-Oduro en Lennard Hartjes. Hij begon in de basiself en werd in de rust vervangen door Gjivai Zechiël.